# 2-es villamos (Szeged, 1927–1977)
A szegedi 2-es jelzésű villamos az Anna-kút és a Somogyitelep között. A viszonylatot a Szegedi Közlekedési Társaság üzemeltette.

## Története

### Lóvasút
Szegeden a lóvasúti közlekedés 1884. július 1-jén indult be, amelynek része volt a Felső Tisza-parti vonal (akkoriban Ferenc József rakpart, gyártelepi vonal). Az 1900-as évek elején felhozott tervek a szegedi közúti vasutak villamosításáról nem számolt a Felső Tisza-parti szakasz villamosításával, amely ekkor gőzüzemű teherforgalmi célokat szolgált.

### Villamosítás
1927-ben a Felső Tisza-parti szakaszt villamosították, és személyforgalmi célokra is berendezték. A vonalat 541 méter hosszban meghosszabbították. 1927. május 4-én háromnapos próbajáratot indítottak, a járat véglegesen május 7-én indult be az Ártézi kút (ma Anna-kút) és a Somogyitelep (ma Petőfitelep) között, egyvágányú kitérős rendszerben. 1943-ban a Fodor telep – Közvágóhíd viszonylatot megszüntették, helyette a Somogyi telep – Vágóhíd és a Széchenyi tér – Fodortelep viszonylatok jöttek létre. Ebben az évben számozták be a vonalakat, a Somogyi telepre járó a 2-es, a Fodor telepre járó járat a 4-es számot kapta.

Szeged villamosvonalai 1950-ben. A térképen a 2-es nyomvonala sárgával látható.

1951-ben építették ki a petőfitelepi végállomáson a kitérőt. A külső Petőfi Sándor sugárúton (Szabadkai út) a vágányokat távolabb helyezték a közúttól, valamint 350 méter pályát építettek, a végállomás a Ságváritelep (mai Kecskés) volt, a vasúti átjáró közelében. A vonal pótkocsis közlekedésre is alkalmas lett. A forgalom 1951. október 29-én indult meg. A pótkocsikat csúcsidőben járatták, csúcsidőn kívül a Petőfitelepen lévő végállomáson álltak. Érdekesség, hogy egy 1952-ben kiadott utasítás szerint a pótkocsikat csak a Szivárvány kitérőig közlekedtették. 1961-'62-ben a vágóhídi végállomáson lévő kitérőt elbontották és egy egyvágányú fejállomásá alakították a végállomást. 1963-ban a Felső Tisza-parti szakaszt felújították.

### Megszüntetés
1972-ben a Lenin körút (Tisza Lajos körút) – József Attila sugárút csomópontját korszerűsíteni kellett a megnövekedett forgalom miatt. A 4-es vonal belvárosi szakaszát megszüntették a Stefániától a Széchenyi térig, a József Attila sugárúti vágányt bekötötték a 2-es vonalába a Lenin körútra. A forgalmat a kiskörútra akarták terelni, valamint a Stefánia sétányon zavaró volt a villamos a gyalogosok számára. 1972. június 4-től a 4-es járt a Ságvári-telepre, a 2-es pedig csak a Radnóti gimnáziumig. A 2-es hossza 1600 méterre csökkent. 1972. szeptember 14-től lakossági kérésre a 2-es végállomását az Anna-kúthoz helyezték át, a kedvezőbb átszállási lehetőségek miatt.
A második közúti hidat (Bertalan híd) 1977-ben kezdték építeni, a híd tervezési szakaszában előírták a 2-es vonal megszüntetését, amelyről 1977. január 20-án döntöttek. A forgalom 1977. február 28-ával szűnt meg. A felszámolás annyira sürgős volt, hogy a leállítás előtti napokban néhol a síncsavarokat is kiszedték, és sebességkorlátozást, valamint a megszüntetés után a pálya azonnali felbontását írták elő. Forgalmát gyakorlatilag az akkori 22-es busz vette át. A régi 2-esről felszabaduló kocsik lehetővé tették március 1-től a 4A villamosjárat elindítását.

### Új 2-es villamos 2012-től
2012. március 3-tól 2-es számmal új viszonylat jött létre a Szeged pályaudvar és az Európa Liget között.

## Megállóhelyei
| Dátum                   | Viszonylat                        | Megállóhelyek |
| ----------------------- | --------------------------------- | --- |
| 1927                    | Ártézi kút – Somogyi telep        | Anna-kút – Takaréktár utca – Batthyány utca – Pénzügyi igazgatóság – Sóház kitérő – Római körút – Molnár utca – Lippai-féle görpálya – Somogyi telep                                                                  |
| 1943                    | Somogyi telep – Vágóhíd           | Somogyi telep – Molnár utca – Római körút – Sóház kitérő – Pénzügyi palota – Takaréktár utca – Ártézi kút (Anna-kút) – Mérey kitérő – Margit utca – Dugonics tér – Vitéz utca – Szivárvány kitérő – Vám tér – Vágóhíd |
| 1972. június 11-től     | Radnóti gimnázium – Somogyi telep | Radnóti gimnázium – Sóház – Római körút – Molnár utca – Fűrésztelep – Somogyi telep |
| 1972. szeptember 14-től | Anna-kút – Somogyi telep          | Anna-kút – Radnóti gimnázium – Sóház – Római körút – Molnár utca – Fűrésztelep – Somogyi telep |